# Atmel

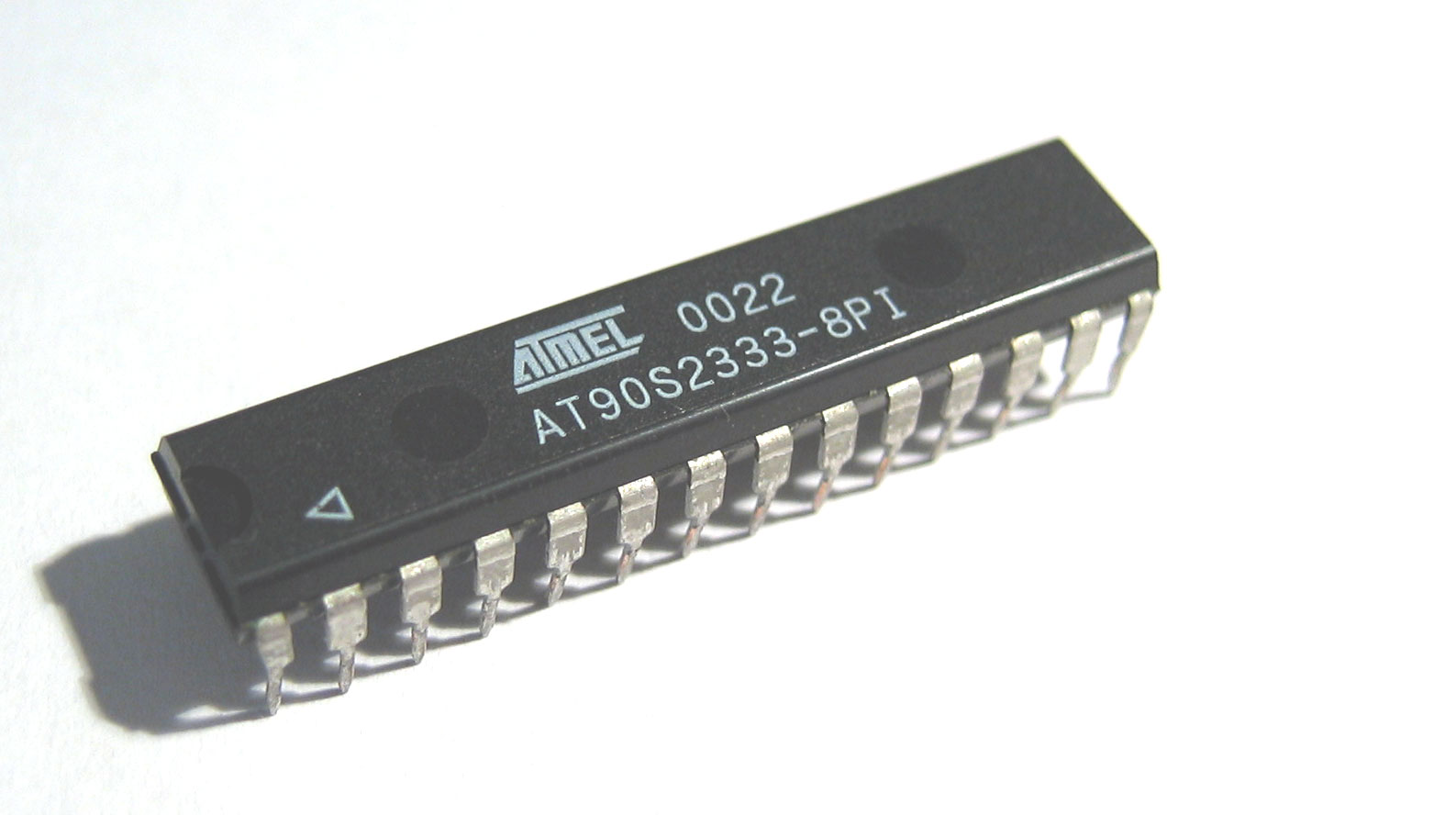
Un microcontrôleur Atmel AT90S2333.

Atmel est un fabricant mondial de composants à semi-conducteur, créé en 1984  par George Perlegos et dont l'activité historique est le développement de mémoires non volatiles. Aujourd'hui, Atmel développe également des microcontrôleurs à base de cœur AVR, 8051 ou ARM, des circuits sécurisés, des ASIC, des composants radiofréquences, des composants pour compteurs communicants, des composants pour écrans tactiles (Maxtouch) ainsi que ces écrans et des produits pour le Web des objets.
Le mot Atmel est à l'origine un acronyme construit sur « Avanced Technologies for MEmory and Logic ».

## Histoire

Logo de 1984 à 2012

Le britannique e2v a racheté le site de Saint-Egrève (près de Grenoble) à Atmel en 2006 qui l'avait lui-même racheté à Thomson CSF en 2000.
En 2007 Atmel décide de vendre son usine présente à Newcastle (Angleterre). Les travaux de décontamination et de démolition du bâtiment débutent en 2008 et doivent se terminer en 2009.
Le 2 octobre 2008, le CEO d'Atmel, Steven Laub, annonce une offre non sollicitée de Microchip Technology et ON Semiconductor évalué à cinq dollars américains par action. L'offre a été rejetée et ces sociétés ont finalement abandonné leur tentative de rachat.
Le 18 décembre, Steve Laub précise l’état d’avancement de la vente de Fab 7 Rousset à la société allemande LFoundry. Le 23 juin 2010, l'annonce est faite de l'acquisition définitive du site.
Le 13 juin 2014, le tribunal de commerce de Paris a choisi le 13 juin l'offre du courtier brésilien « Six Semicondutores » qui acte le démantèlement de l'unité de fabrication de semi-conducteurs LFoundry.
En 2012, Atmel change de logo.
En septembre 2015, Dialog Semiconductor fait une offre d'acquisition de 4,6 milliards de dollars sur Atmel. Cette offre est composée en cash et en action. À la suite de celle-ci, il est prévu que le nouvel ensemble soit détenu à 38 % par les actionnaires d'Atmel. En janvier 2016, Atmel accepte une offre non sollicitée de Microchip de 3,42 milliards de dollars, mais composée de davantage de liquidités et moins d'échanges d'actions, et annonce son souhait de renoncer à son accord avec Dialog Semiconductor, ce qui la conduit à payer une pénalité de fin d'accord de 137 millions de dollars.
Le titre cotera, pour la dernière fois le 18 décembre 2015.

## Implantations
Initialement implantée dans la Silicon Valley, à San José, Atmel dispose d'une présence en France, sur les sites de Nantes (Loire-Atlantique) et de Rousset près d'Aix-en-Provence.
Le site de Nantes est spécialisé dans le développement de circuits micro-contrôleurs et de circuits ASIC à base de cœur AVR pour de multiples applications.
Le site du Rousset est spécialisé dans le développement de circuits micro-contrôleurs, micro-processeurs et de circuits ASIC à base de cœur ARM. Ce site est issu du rachat de la société European Silicon Structures (ES2) en 1995. Le site de Rousset possédait un site de fabrication technologiquement la plus avancée du groupe vendue en juin 2010 à LFoundry, qui produisait des tranches de silicium de 8 pouces des micro puces en technologie CMOS standard, mémoires embarquées, mémoire flash et BiCMOS. Le site de Rousset a un effectif d'environ 270 personnes en 2013.
En région Provence-Alpes-Côte d'Azur, Atmel est également très fortement impliqué avec d'autres partenaires industriels et académiques dans le Centre intégré microélectronique Provence-Alpes-Côte d'Azur (CIM PACA) et dans des projets de développement de produits sécurisés lancés dans le cadre du pôle de compétitivité Solutions Communicantes Sécurisées.
Parmi les produits à base de processeur ARM, Atmel a lancé une ligne de produits AT91 basée sur l'implémentation de cœurs ARM7TDMI, Cortex-M3, ARM926EJ-S  ou Cortex-A5. S'y ajoutent une mémoire flash,de la RAM et de nombreux périphériques de calcul et de communication. Cela a mené aux produits AT91SAM7, AT91SAM3, AT91SAM4, AT91SAM9 et plus récemment AT91SAMA5. Atmel dispose aussi d'un cœur AVR sécurisé, afin de répondre aux besoins des micro-contrôleurs pour carte à puce. Ce cœur sécurisé dispose de nombreuses modifications pour améliorer sa robustesse aux attaques logicielles et matérielles, lui permettant de se différencier notablement des autres micro-contrôleurs existants.